# 織田秀朝
織田 秀朝（おだ ひでとも、慶長6年7月2日（1601年7月31日）- 没年不詳）は、江戸時代の人物。伝承に拠れば、父は織田秀信。母は西山梅（西山氏）。織田恒直の庶兄。織田信長の曾孫。

## 概要
慶長6年（1601年）、高野山を追放された織田秀信が紀州向副村善福寺に閑居した頃、地方有力者西山家の娘梅との間に儲けた庶子。のち、名乗りを西山弥三次郎清明と改めた。
後に生地真澄の娘町野が正式に継室として入り、恒直を儲けているため、出生順では先であるが秀朝は庶流ということになる。
ただしこれらは上質の史料では実在が確認されない。あくまで子孫の自称・伝承でしかない。
農政家、歴史学者の織田完之は彼の子孫を自称する。